# Општина Чефа (Бихор)
Чефа (рум. Cefa) општина је у Румунији у округу Бихор.
Oпштина се налази на надморској висини од 95 m.